# Ädnamvaara
Ädnamvaara, Ätnamvare, från nordsamiska Eatnamvárri, är ett lågfjäll väster om Kiruna, bortom Peuravaara. Den högsta toppen ligger 790 meter över havet.
Vid trädgränsen, på den östra sidan, finns den så kallade Ädnamvaarastugan som är en populär utflyktsplats bland kirunaborna under vinterhalvåret.